# Kannabicykloheksanol
Kannabicykloheksanol, (C8)-CP-47497 – organiczny związek chemiczny z grupy syntetycznych kannabinoidów, homolog dimetylooktylowy CP-47497. W 2010 roku w Polsce dodano go do grupy I-N w ustawie o przeciwdziałaniu narkomanii. Jako nowa substancja psychoaktywna, nie jest objęty Konwencją o substancjach psychotropowych.